# Arman Shilmanov
Arman Shilmanov –en kazajo, Арман Шилманов; también transliterado del ruso como Arman Chilmanov, Арман Чилманов– (Temirtau, 20 de abril de 1984) es un deportista kazajo que compitió en taekwondo. 
Participó en los Juegos Olímpicos de Pekín 2008, obteniendo una medalla de bronce en la categoría de +80 kg. En los Juegos Asiáticos consiguió tres medallas de bronce entre los años 2002 y 2010.
Ganó dos medallas en el Campeonato Mundial de Taekwondo en los años 2007 y 2009, y cuatro medallas en el Campeonato Asiático de Taekwondo entre los años 2002 y 2010.

## Palmarés internacional
| Juegos Olímpicos    | Juegos Olímpicos       | Juegos Olímpicos  | Juegos Olímpicos |
| Año                 | Lugar                  | Medalla           | Categoría        |
| ------------------- | ---------------------- | ----------------- | ---------------- |
| 2008                | Pekín (China)          | Medalla de bronce | +80 kg           |
| Campeonato Mundial  |                        |                   |                  |
| Año                 | Lugar                  | Medalla           | Categoría        |
| 2007                | Pekín (China)          | Medalla de bronce | –84 kg           |
| 2009                | Copenhague (Dinamarca) | Medalla de bronce | +87 kg           |
| Juegos Asiáticos    |                        |                   |                  |
| Año                 | Lugar                  | Medalla           | Categoría        |
| 2002                | Busan (Corea del Sur)  | Medalla de bronce | –84 kg           |
| 2006                | Doha (Catar)           | Medalla de bronce | –84 kg           |
| 2010                | Cantón (China)         | Medalla de bronce | +87 kg           |
| Campeonato Asiático |                        |                   |                  |
| Año                 | Lugar                  | Medalla           | Categoría        |
| 2002                | Amán (Jordania)        | Medalla de bronce | –84 kg           |
| 2006                | Bangkok (Tailandia)    | Medalla de oro    | –84 kg           |
| 2008                | Luoyang (China)        | Medalla de bronce | +84 kg           |
| 2010                | Astaná (Kazajistán)    | Medalla de plata  | +87 kg           |